# Küchenkraut

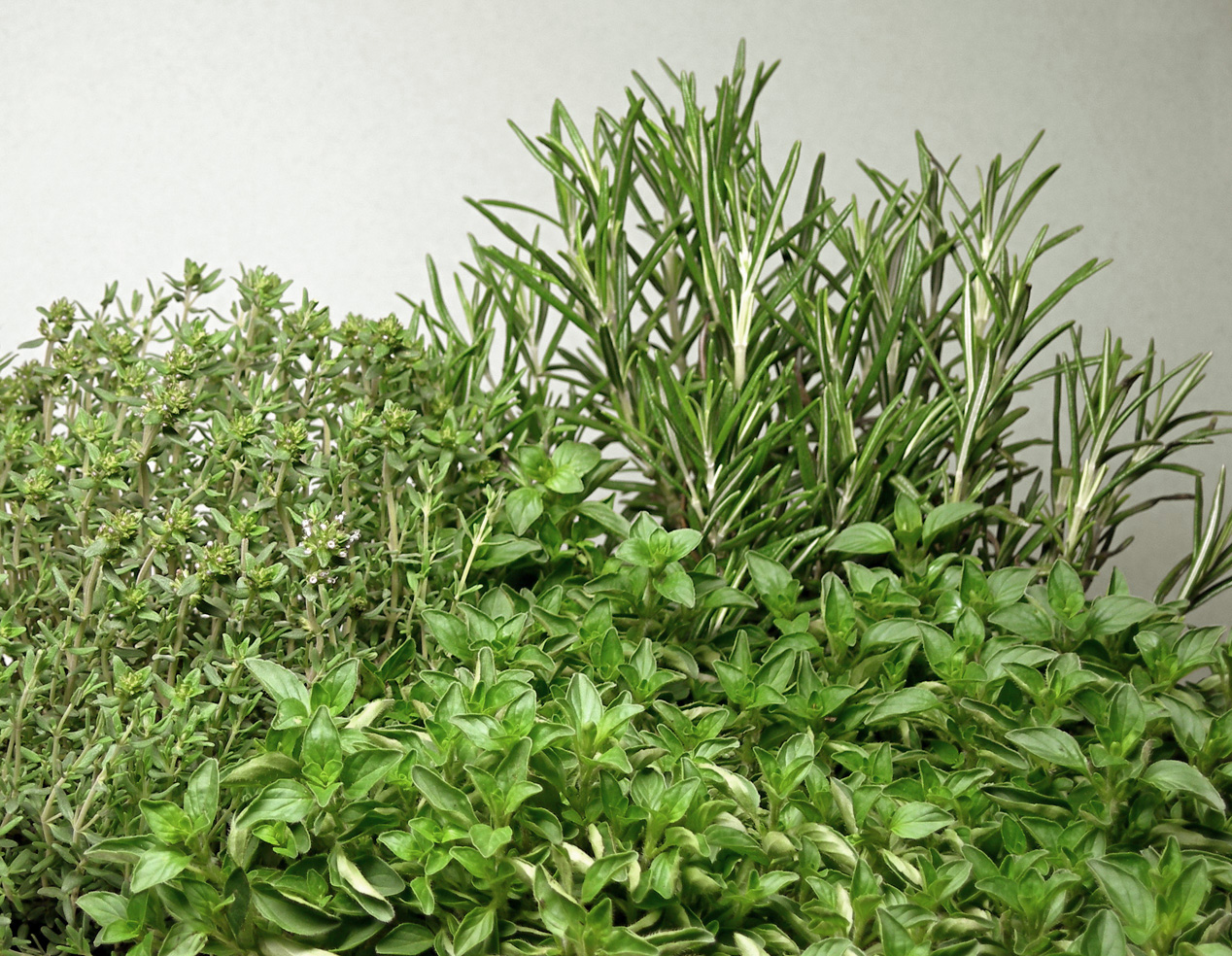
Thymian, Oregano und Rosmarin

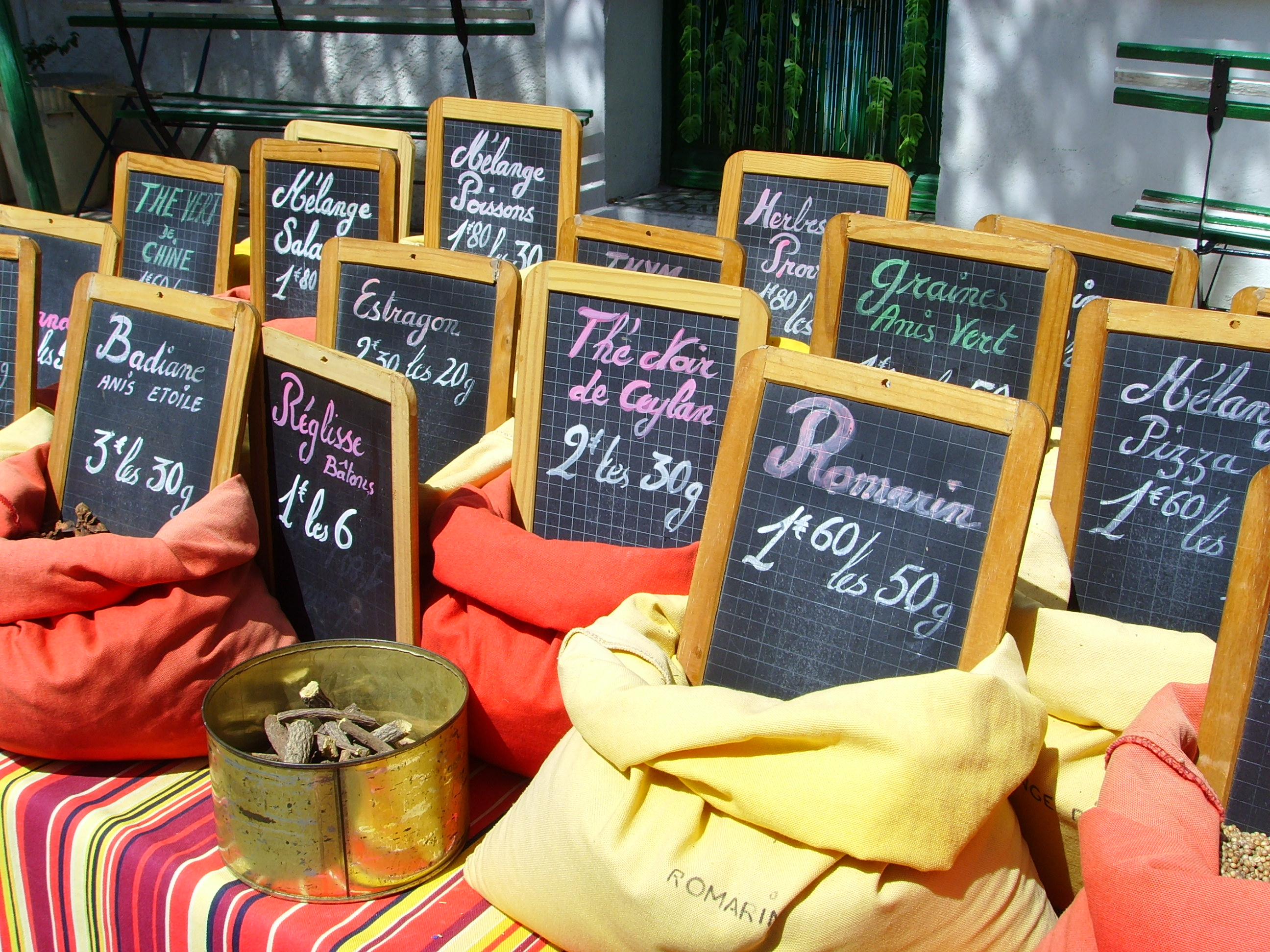
Marktstand in Südfrankreich

Küchenkräuter sind Pflanzen oder Pflanzenteile, die wegen ihres Aromas, Geschmacks oder ihrer heilenden Wirkung in der Küche verwendet werden. Sie sind ein integraler Bestandteil der weltweiten Kulinarik und verleihen Speisen nicht nur Geschmack, sondern auch zusätzliche gesundheitliche Vorteile. Küchenkräuter können frisch, getrocknet oder gefroren genutzt werden, wobei die Art der Verarbeitung Einfluss auf den Geschmack und die Intensität des Aromas hat.

## Geschichte und Bedeutung
Die Verwendung von Küchenkräutern reicht Jahrtausende zurück. Bereits in der Antike schätzten Kulturen wie die Ägypter, Griechen und Römer die würzenden und heilenden Eigenschaften von Kräutern. Kräuter wurden nicht nur in der Küche eingesetzt, sondern auch in der Medizin, der Kosmetik und in religiösen Ritualen.
In der mittelalterlichen Klostermedizin spielten Kräuter eine zentrale Rolle. Mönche und Nonnen kultivierten Kräutergärten, in denen Pflanzen wie Salbei, Rosmarin und Lavendel angebaut wurden. Viele dieser Pflanzen werden noch heute für ihre heilenden Eigenschaften geschätzt und in der modernen Pflanzenheilkunde verwendet.

## Verwendung in der Küche
Die Rolle der Küchenkräuter variiert je nach Kultur und geografischer Region. In der mediterranen Küche spielen Kräuter wie Basilikum, Thymian, Oregano und Rosmarin eine tragende Rolle, während in der asiatischen Küche Koriander, Zitronengras und Minze häufig verwendet werden. In Mitteleuropa sind Petersilie, Schnittlauch, Dill und Majoran besonders beliebt.

### Frische vs. getrocknete Kräuter
Frische Kräuter werden in der Regel am Ende des Kochprozesses hinzugefügt, um ihr volles Aroma zu bewahren. Getrocknete Kräuter haben oft ein intensiveres Aroma, da die ätherischen Öle während des Trocknungsprozesses konzentriert werden. Sie sollten jedoch früher im Kochprozess verwendet werden, damit sie genügend Zeit haben, ihre Aromen freizusetzen.

## Bekannte Küchenkräuter
Basilikum (Ocimum basilicum): Basilikum ist ein Hauptbestandteil vieler mediterraner Gerichte, insbesondere in der italienischen Küche. Es passt hervorragend zu Tomaten und wird häufig in Pesto verwendet.
Petersilie (Petroselinum crispum): Petersilie ist eines der am weitesten verbreiteten Küchenkräuter. Sie wird sowohl als Zutat als auch als Garnitur verwendet und ist reich an Vitaminen und Mineralstoffen.
Schnittlauch (Allium schoenoprasum): Schnittlauch gehört zur Familie der Lauchgewächse und verleiht Speisen ein mildes Zwiebelaroma. Er wird oft roh über Gerichte wie Suppen oder Kartoffeln gestreut.
Rosmarin (Rosmarinus officinalis): Rosmarin hat ein intensives, holziges Aroma und wird oft zum Würzen von Fleischgerichten, insbesondere von Lamm, verwendet.
Thymian (Thymus vulgaris): Thymian hat ein starkes Aroma und wird in der mediterranen Küche häufig verwendet.
Koriander (Coriandrum sativum): Koriander ist in der asiatischen, lateinamerikanischen und nahöstlichen Küche weit verbreitet.
Dill (Anethum graveolens): Dill wird häufig in der nordischen und osteuropäischen Küche verwendet. Er passt gut zu Fischgerichten und wird oft in Salaten und Soßen verwendet.

## Anbau und Pflege
Viele Küchenkräuter lassen sich problemlos im eigenen Garten oder auf dem Balkon anbauen. Die meisten von ihnen bevorzugen sonnige Standorte und gut durchlässigen Boden. Der regelmäßige Schnitt fördert das Wachstum und verhindert, dass die Pflanzen zu stark verholzen. Einige Kräuter, wie Basilikum, sind einjährig, während andere, wie Thymian und Rosmarin, mehrjährig sind und den Winter überleben können, wenn sie vor Kälte geschützt werden.

## Gesundheitliche Vorteile
Neben ihrem kulinarischen Nutzen sind viele Küchenkräuter auch für ihre gesundheitlichen Vorteile bekannt. Sie enthalten eine Vielzahl an ätherischen Ölen, Vitaminen und Antioxidantien. Zum Beispiel gilt Rosmarin als verdauungsfördernd, während Thymian antibakterielle Eigenschaften besitzt. Petersilie ist reich an Vitamin C und K und kann die Nierengesundheit unterstützen.

## Fazit
Küchenkräuter sind ein unverzichtbarer Bestandteil der Küche und haben eine lange Tradition in der Kulinarik und Medizin. Sie bereichern Speisen nicht nur geschmacklich, sondern tragen auch zu einer ausgewogenen und gesunden Ernährung bei. Die Vielfalt der Aromen und Einsatzmöglichkeiten macht Küchenkräuter zu einem wertvollen Bestandteil der weltweiten Küche.

## Weiterführende Listen
- Liste der Küchenkräuter und Gewürzpflanzen
- Liste der Küchengewürze
- Gewürzmischung